# Куты (Кременецкий район)
Куты (укр. Кути) — село в Шумской городской общине Кременецкого района Тернопольской области Украины.
Население по переписи 2001 года составляло 558 человек. Почтовый индекс — 47112. Телефонный код — 3558.

## История
В мае 1943 украинские националисты истребили и изгнали польское население села.
До 2020 года входило в Шумский район.